# Марьевка (Пензенский район)
Ма́рьевка — деревня в Пензенском районе Пензенской области России. Входит в состав Краснопольского сельсовета.

## География
Деревня Марьевка расположена к югу от Пензы, на автотрассе Пенза — Саратов. Деревня находится в 8 км северо-восточнее центра сельсовета — села Краснополье.

## История
Деревня известна с 1840-х годов (под названием Марьино или Новое Марьино). Крестьяне переселены из села Оленевка. Принадлежала графине Софье Ивановне Борх. В 1872 году возведена каменная церковь во имя Воскресения Христова. Входила в Оленевскую волость Пензенского уезда.
Сельцо — селение, где находятся часовни или владельческий дом. При родникахъ. 50 дворов, 178 м.п., 200 ж.п. Маслобоень −11.
500 душ обоего пола в 1897 г. Известна с нач. 1840-х гг. как помещичья дер. Марьино в составе Пенз. у.; при рождении дочери Марии помещик Борг завещал ей деревню в 30 дворов. Крестьяне переселены из соседнего с. Оленевка. В 1864 здесь 50 дворов, 11 маслобоен. Колыбель пуховяз. промысла в Пенз. губ.; работы шли в барской мастерской.
бывшая русская деревня Кондольского сельсовета. В 19 — начале 20 веков — деревня в составе Кондольской волости Петровского уезда Саратовской губернии, при пруде. Перед отменой крепостного права д. Марьина показана за помещиком Дмитрием Петровичем Юматовым, 135 ревизских душ крестьян, 13 ревизских душ дворовых людей, 50 тягол (барщина), у крестьян 45 дворов на 29 десятинах усадебной земли, 444 дес. пашни, 50 дес. сенокоса, 25 дес. выгона, у помещика 1867 дес. удобной земли, в том числе 71 дес. леса и кустарника, сверх того 171 дес. неудобной земли (Приложение к Трудам, том 3, Петр. у., № 58). В 1884 году — 67 дворов. В 1894 году в населенном пункте насчитывалось 80 крестьянских семей, в них грамотных 23 человека, рабочих лошадей — 88, коров — 71, безлошадных семей — 15, без коров — 14; на одну ревизскую душу приходилось 1,1 десятины пашни; за деревней недоимок не числилось. Приходская Введенская церковь находилась в селе Оленевке. По переписи населения в 1917 г. — 104 двора. 24.11.1966 включена в черту села Колышлейка, став его восточной окраиной.
В 1955 году в деревне находилась центральная усадьба колхоза «Первое Мая». В 1966 году к Марьевке присоединена деревня Масловка, находившаяся севернее.

## Население
Население деревни Марьевки составляет 39 человек (2012).
Динамика численности населения:
- 1864—378,
- 1897—500,
- 1912 — около 606,
- 1926—580,
- 1930—584,
- 1939—502,
- 1959—275,
- 1979—139,
- 1989 — 79,
- 1998 — 54,
- 2004 — 37 жителей.

## Инфраструктура
В деревне две улицы: Дачная и Речная. В 2012 году числилось 21 хозяйство.

## Известные уроженцы
- Александров, Григорий Васильевич  (1895—1966) — советский военачальник, генерал-майор интендантской службы.
- Седов Геннадий Петрович, (09.08.1946-28.06.1997) - советский строитель, главный инженер УПТК "Пензасельстрой", ударник 9-й пятилетки в СССР.